# Festspiele Mecklenburg-Vorpommern

Die Festspiele Mecklenburg-Vorpommern sind ein klassisches Musikfestival, das seit 1990 jährlich an Spielorten im ganzen Bundesland Mecklenburg-Vorpommern stattfindet. Es ist eines der größten Festivals dieser Art in Europa.
Über 180 vorwiegend klassische Konzerte finden jährlich an über 80 Spielstätten wie z. B. in Parks, Schlössern, Burgen und Gutshäusern, backsteingotischen Kirchen, Industriebauten und Scheunen statt. Der zehntägige Festspielfrühling Rügen im März sowie die Advents- und Neujahrskonzerte in Schwiessel, Stolpe, Ulrichshusen und Neubrandenburg sind weitere wichtige Säulen des Festspieljahres.
Bestritten wird das Festival von international gefragten Künstlern wie etwa Daniel Hope, Hilary Hahn, Nigel Kennedy, Martha Argerich, Matthias Schorn, Anne-Sophie Mutter, Kent Nagano, Viviane Hagner, Igor Levit, Julia Fischer, Hélène Grimaud, Gustavo Dudamel oder Janine Jansen, vielversprechenden Nachwuchstalenten und Ensembles aus Mecklenburg-Vorpommern.
Im Festspielsommer 2018 wurde mit rund 86.000 Konzertgängern ein neuer Besucherrekord für das Festival aufgestellt.

## Gründungsgeschichte
Im Jahr 1990 gründete Matthias von Hülsen die Festspiele Mecklenburg-Vorpommern. Das Gründungskonzert fand im gleichen Jahr am 13. Mai im Mecklenburgischen Staatstheater Schwerin statt. Weitere Mitbegründer waren unter anderem Justus Frantz, Hasso von Senden, Irene Schulte-Hillen, Werner Stegemann, Pastor Michael Bunners, Pastor Pilgrim, Anneliese Hoge, Merten Drevs und Bärbel Kleedehn. Der Verein der Festspiele führte bis zum Jahr 1995 die Veranstaltungen als Gründungsorganisation durch. Im selben Jahr wurde aus rechtlichen und organisatorischen Gründen eine Durchführungsgesellschaft (gGmbH) gegründet. Der Verein blieb Besitzer des Logos, wurde zum Förderverein der Festspiele Mecklenburg-Vorpommern und unterstützt seither als „Festspielfreunde“ die Arbeit des gesamten Organisationsteams durch Anwerbung und Pflege von Mitgliedern, Beiratsarbeit und Akquisition von Spendengeldern.

## Leitung
Matthias von Hülsen war Geschäftsführer und künstlerischer Leiter bis September 2002. Am 1. Oktober 2002 wurde Sebastian Nordmann sein Nachfolger als Intendant bis zum 31. Dezember 2008. Am 1. Januar 2009 übernahm Matthias von Hülsen erneut die Gesamtleitung als geschäftsführender Intendant und leitete die Festspiele Mecklenburg-Vorpommern bis zum 31. Dezember 2013. Bereits im November 2013 stellte von Hülsens Nachfolger Markus Fein das erste von ihm zusammengestellte Programm vor und trat am 1. Januar 2014 sein Amt als geschäftsführender Intendant an. Mit Ursula Haselböck (* 1981) leitet seit dem 1. September 2020 erstmals eine Frau als geschäftsführende Intendantin die Geschicke des Festivals.

## Programmreihen und Schwerpunkte

### „Junge Elite“
In der Programmreihe „Junge Elite“ treten jedes Jahr vielversprechende Musiker auf. Seit 1995 ist die Reihe eine tragende Säule des Festspielprogramms. Am Ende des Festspielsommers erhalten drei der jungen Künstler die Festspielpreise WEMAG-Solistenpreis, Publikumspreis, ermöglicht durch das „C. F. Holtmann-Stipendium“, und NORDMETALL-Ensemblepreis. 2016 wurde erstmals der Christine Kühne-Preis verliehen. Die Ausgezeichneten kehren in der Folge immer wieder zu den Festspielen zurück und sind dem Festival durch die Aufnahme in die sprichwörtliche Festspielfamilie eng verbunden. Der bzw. die jährlich während des Festspielsommers im Fokus stehende Preisträger in Residence sowie die Künstlerische Leitung des Festspielfrühlings Rügen wird jeweils aus der Reihe der Preisträger ausgewählt.

### „Musik aus MV“
Seit 2005 präsentieren die Festspiele in der Reihe „Musik aus MV“ einerseits das kulturelle Erbe des Landes, andererseits Ensembles aus Mecklenburg-Vorpommern, die sie meistens in Kombination mit Festspielpreisträgern oder anderen Künstlern einladen. Unter den Ensembles aus dem Bundesland finden sich etwa die Norddeutsche Philharmonie Rostock, das Landesjugendorchester Mecklenburg-Vorpommern, das Landesjugendjazzorchester MV und viele mehr. Ein wichtiger Teil der „Musik aus MV“ ist die Musiktradition am Hof von Schloss Ludwigslust gegen Ende des 18. Jahrhunderts. In mehreren Konzerten – vom Kammerkonzert bis zum Chor-Orchesterkonzert – wird das Kulturleben dieser Zeit mit einem „Fest für die Ludwigsluster Klassik“ wiederbelebt.

### „Unerhörte Orte“
Die Konzertreihe „Unerhörte Orte“ fand 2015 zum ersten Mal statt. Sie bietet architektonische und musikalische Entdeckungsreisen und präsentiert Musik an ungewöhnlichen Orten. An Spielstätten, in denen zumeist noch nie klassische Musik erklang, erleben die Besucher Konzertprogramme, die unmittelbar auf die Besonderheiten der Orte eingehen und deren Geschichte in sensibler Weise beleuchten. Gespräche und Führungen zu den Orten ergänzen das musikalische Programm.

### „Sommercampus“
Seit 2005 führen die Festspiele Mecklenburg-Vorpommern gemeinsam mit der Hochschule für Musik und Theater Rostock die Konzerte des Sommercampus durch. Das Besondere ist, dass die Studierenden hier im Rahmen der Internationalen Meisterkurse die Möglichkeit haben, nicht nur von renommierten Dozenten zu lernen, sondern auch eine Woche lang mit einem professionellen Orchester zu proben und im Rahmen der Festspiele Mecklenburg-Vorpommern zu konzertieren. Seit 2015 wird der Sommercampus von der Norddeutschen Philharmonie Rostock begleitet.

### „360° ...“
2014 wurde die Reihe „360° ...“ ins Leben gerufen, die sich jedes Jahr einem anderen Instrument widmet. „360° ...“ findet auf Schloss Ulrichshusen statt und drehte sich bereits um das Streichquartett (2014, mit dem Artemis Quartett, dem Belcea Quartet u. a.), die Viola (2015, mit Nils Mönkemeyer u. a.), das Klavier (2016, mit Igor Levit u. a.), das Schlagzeug (2017, mit Alexej Gerassimez u. a.), das Violoncello (2018, mit Daniel Müller-Schott, Harriet Krijgh und Anastasia Kobekina u. a.) und den Gesang (2019, amarcord u. a.).

### „2 x Hören“
In malerischer Kulisse von Schloss Ulrichshusen widmet sich das Programm „2 x Hören“ dem Zuhören und Genießen von Musik. Um die Sinne für ein Werk zu schärfen, erklingt dasselbe Stück zweimal hintereinander in verschiedenen Interpretationen, die dadurch sofort miteinander verglichen werden können. Das eigens von Markus Fein entwickelte Konzept findet seit 2018 jährlich statt.

### „Inselmusik“
Die dreitägige „Inselmusik“ feiert die bedeutendste Gattung der klassischen Musik: das Streichquartett. Anfang September geht es mit Konzerten rund um das Streichquartett an die schönsten Orte auf der Insel Rügen. In den häufig kleinen Spielstätten erklingen in konzentrierter Atmosphäre Klassiker des Repertoires neben mitunter weniger bekannten Perlen der Gattung.

### „Bothmer-Musik“
Im einzigartigen Ambiente der barocken Anlage von Schloss Bothmer in Klütz kommen Nachwuchskünstler aus aller Welt zu einem dreitägigen Kammermusikfest zusammen und präsentieren sich in individuellen Auftritten und bei einem gemeinsamen Abschlusskonzert. In Führungen und bei Gesprächen kann das Publikum zudem den Ort besser kennenlernen und mit den Talenten den direkten Austausch suchen.

### Weitere
Weitere Programmreihen und regelmäßige Veranstaltungen der Festspiele waren und sind beispielsweise „Landpartie“, „Mäck & Pomm – Das Kinder- und Familienprogramm“, das musikalische Wandertheater „Jahrmarkt der Sensationen“ sowie das Kleine Fest im großen Park.

## Festspielfrühling Rügen
Der Festspielfrühling Rügen ist das Frühjahrsfestival der Festspiele Mecklenburg-Vorpommern und wird seit 2012 jedes Jahr an zehn Tagen im März auf der Insel Rügen veranstaltet. Jede Ausgabe des Festspielfrühlings Rügen wird von einer Künstlerischen Leitung kuratiert, die aus der Riege der Festspielpreisträgerinnen und -preisträger stammt. Im Frühjahr 2024 übernimmt das Danish String Quartet die Künstlerische Leitung des 12. Festspielfrühlings Rügen.

## Preise
Die Festspiele Mecklenburg-Vorpommern verleihen verschiedene Preise an die herausragendsten Künstler der Saison sowie für die innovativste Spielstätte.
- Der WEMAG-Solistenpreis wird von den Festspielen MV gewählt und ist mit 5.000 € dotiert. Er wird seit 2008 gemeinsam mit der WEMAG ausgelobt.
- Der Publikumspreis geht an einen vom Publikum ausgewählten Künstler oder ein Ensemble und ist mit 5.000 € dotiert. Seit 2018 wird er durch das "C. F. Holtmann-Stipendium" ermöglicht.
- Der NORDMETALL-Ensemblepreis ist für das beste Ensemble der jungen Talente und wird mit 10.000 € dotiert. Ermöglicht wird er durch die Nordmetall-Stiftung.
- Der Christine Kühne-Preis geht an herausragende Nachwuchstalente und ist mit 10.000 € dotiert. Er wird von der Klaus-Michael Kühne Stiftung ermöglicht.
- Der Nordkurier-Spielstättenpreis wird an den Gewinner des Wettbewerbs "Stars im Dorf" vergeben und ist mit 5.000 € dotiert. Der Preis wird vom Nordkurier gestiftet.[8]

### Solistenpreis
- 1995: Daniel Müller-Schott, Violoncello
- 1996: Viviane Hagner, Violine
- 1997: Julia Fischer, Violine
- 1998: Nikolaj Znaider, Violine
- 1999: Gábor Boldoczki, Trompete
- 2000: Jonathan Gilad, Klavier
- 2001: Li-Wei Qin, Violoncello
- 2002: Jozef Hamerník, Querflöte
- 2003: Denys Proshayev, Klavier
- 2004: Sebastian Klinger, Violoncello
- 2005: Matthias Schorn, Klarinette
- 2006: Maria Virginia Savastano, Sopran
- 2007: Gabriel Schwabe, Violoncello
- 2008: Christoph Eß, Horn
- 2009: Alice Sara Ott, Klavier
- 2010: Vilde Frang, Violine
- 2011: Conrad Tao, Klavier
- 2012: Igor Levit, Klavier
- 2013: Harriet Krijgh, Violoncello
- 2014: Kit Armstrong, Klavier
- 2015: Tamás Pálfalvi, Trompete
- 2016: Anastasia Kobekina, Violoncello
- 2017: Stephen Waarts, Violine
- 2018: Noa Wildschut, Violine
- 2019: Tabea Debus, Blockflöte
- 2021: Carlos Ferreira, Klarinette[9]
- 2022: Joséphine Olech, Flöte[10]
- 2023: Thibaut Garcia, Gitarre[11]

### Ensemblepreis
- 1997: Liszt-Trio Weimar, Klaviertrio
- 1998: London International Piano Quintet, Klavierquintett
- 1999: Belcea Quartet, Streichquartett
- 2000: Kungsbacka Piano Trio, Klaviertrio
- 2001: Fauré Quartett, Klavierquartett
- 2002: Trio Echnaton, Streichtrio
- 2003: Trio con Brio Copenhagen, Klaviertrio
- 2004: Ensemble amarcord, Vokalquintett
- 2005: Quatuor Ebène, Streichquartett
- 2006: Duo Alexej Gerassimez, Percussion, Nicolai Gerassimez, Klavier
- 2007: Quintette Aquilon, Holzbläserquintett
- 2008: Doric String Quartet, Streichquartett
- 2009: Sitkovetsky Piano Trio, Klaviertrio
- 2010: Danish String Quartet, Streichquartett
- 2011: Philipp Bohnen, Violine, Wen Xiao Zheng, Viola, Emmanuel Ceysson, Harfe, Daniela Koch, Flöte
- 2012: Heath Quartet, Streichquartett
- 2013: Quatuor Hermès, Streichquartett
- 2014: Armida Quartett, Streichquartett
- 2015: Trio Karénine, Klaviertrio, Krzysztof Chorzelski, Viola, Laurène Durantel, Kontrabass
- 2016: SIGNUM saxophone quartet, Saxofonquartett
- 2017: Duo Emmanuel Tjeknavorian, Violine, Maximilian Kromer, Klavier
- 2018: Busch Trio, Klaviertrio
- 2019: ensemble reflektor, Kammerorchester
- 2021: Duo Timothy Ridout, Viola, Frank Dupree, Klavier[9]
- 2022: Le Consort, Barockensemble[10]
- 2023: Pacific Quintet, Bläserquintett[11]

### Publikumspreis
- 2002: Jermolaj Albiker, Violine
- 2003: l’ornamento, Barockensemble
- 2004: Veronika Eberle, Violine
- 2005: Nikolay Borchev, Bariton
- 2006: Iwona Sobotka, Sopran
- 2007: Julian Bliss, Klarinette
- 2008: David Kadouch, Klavier
- 2009: Marie-Elisabeth Hecker, Violoncello
- 2010: Sebastian Küchler-Blessing, Orgel
- 2011: Chad Hoopes, Violine
- 2012: Ramón Ortega Quero, Oboe
- 2013: Lucas und Arthur Jussen, Klavierduo
- 2014: Martynas Levickis, Akkordeon
- 2015: Aurélien Pascal, Violoncello
- 2016: vision string quartet, Streichquartett
- 2017: Michael Buchanan, Posaune
- 2018: Seong-Jin Cho, Klavier
- 2019: Aris Quartett, Streichquartett
- 2021: Nika Gorič, Sopran[9]
- 2022: Agnès Clément, Harfe[10]
- 2023: Benjamin Kruithof, Violoncello[11]

### Christine Kühne-Preis
- 2016: Olena Tokar, Sopran
- 2018: Andrew Haji, Tenor

### Sonderpreis
- 2011: Dirigentenpreis an Alondra de la Parra und Cornelius Meister
- 2013: Nils Mönkemeyer, Viola

### Stars im Dorf – Nordkurier Spielstättenpreis
- 2010: Kloster in Rühn
- 2011: Hotel Tucholski in Loitz
- 2012: Orangerie in Groß Siemen
- 2013: Lokschuppen in Pasewalk
- 2014: Klosterruine in Dargun
- 2015: Kornspeicher in Landsdorf
- 2016: Kulturhaus in Mestlin
- 2018: Kulturhaus in Steinfurth
- 2019: Dorfkirche in Golchen
- 2020: Dorfkirche in Grünz

## Preisträger in Residence
Seit dem Jahr 2006 ehren die Festspiele Mecklenburg-Vorpommern jedes Jahr eine herausragende Künstlerpersönlichkeit aus der sogenannten Preisträgerfamilie mit dem Titel „Preisträger bzw. Preisträgerin in Residence“. Dieser Künstler ist sowohl als Solist bei unterschiedlichen Konzerten zu erleben als auch in Kammermusikprojekten wie dem Preisträger-Projekt und dem Friends-Projekt, die er oder sie selbst gestaltet. Die Residence gibt dem jeweiligen Künstler die Möglichkeit, Wunschprojekte zu realisieren und nimmt somit einen künstlerischen Einfluss auf die Programmgestaltung der Saison.
Der erste Preisträger in Residence 2006 war der international gefeierte Geiger Daniel Hope, der bereits seit 1997 zu den Preisträgern der Festspiele gehörte. Im folgenden Jahr war die deutsche Violinistin Julia Fischer Preisträgerin in Residence. Sie spielte im Alter von 13 Jahren eines ihrer ersten Konzerte im Rahmen der Festspiele Mecklenburg-Vorpommern. Im Jahr 2008 war der deutsche Cellist Daniel Müller-Schott Preisträger in Residence. Er war der erste Solistenpreisträger der Festspiele Mecklenburg-Vorpommern nach Gründung der internationalen Kammermusikreihe „Junge Elite“ 1995 und seitdem jedes Jahr Gast der Festspiele Mecklenburg-Vorpommern. Als vierte Preisträgerin in Residence präsentierte die Geigerin Viviane Hagner 2009 in 13 Konzerten ihr breites musikalisches Repertoire. Es folgten der ungarische Trompeter Gábor Boldoczki (2010), der chinesische Cellist Li-Wei Qin (2011), die Geigerin Veronika Eberle (2012), der österreichische Klarinettist Matthias Schorn (2013) und der Pianist Igor Levit (2014). 2015 war mit dem französischen Streichquartett Quatuor Ebène erstmals ein Ensemble als Preisträger in Residence zu erleben. Zuletzt prägten die norwegische Geigerin Vilde Frang (2016), der deutsche Schlagzeuger Alexej Gerassimez (2017), der amerikanische Pianist Kit Armstrong (2018) und die niederländische Cellistin Harriet Krijgh (2019) das Programm. Im Festspielsommer 2020 sollte mit dem litauischen Akkordeonisten Martynas Levickis zum ersten Mal der Fokus auf das Akkordeon gelegt werden. Pandemiebedingt musste die angedachte Residence auf 2023 verlegt werden. Der Bratscher Nils Mönkemeyer, der 2013 den Sonderpreis gewonnen hatte, stand im Jahr 2021 im Mittelpunkt des Festspielsommers; im Folgejahr kuratierte der Geiger und Dirigent Emmanuel Tjeknavorian den Festspielsommer 2022 als Preisträger in Residence. 2024 steht mit dem SIGNUM saxophone quartet erstmals das Saxofon im Zentrum der Sommerausgabe der Festspiele Mecklenburg-Vorpommern.

## Spielorte und Spielstätten
Beispielhaft einige Festspielorte nach Regionen, die durch das Festival bereits bespielt wurden:

### Mecklenburgische Seenplatte
- Altentreptow: St.-Petri-Kirche

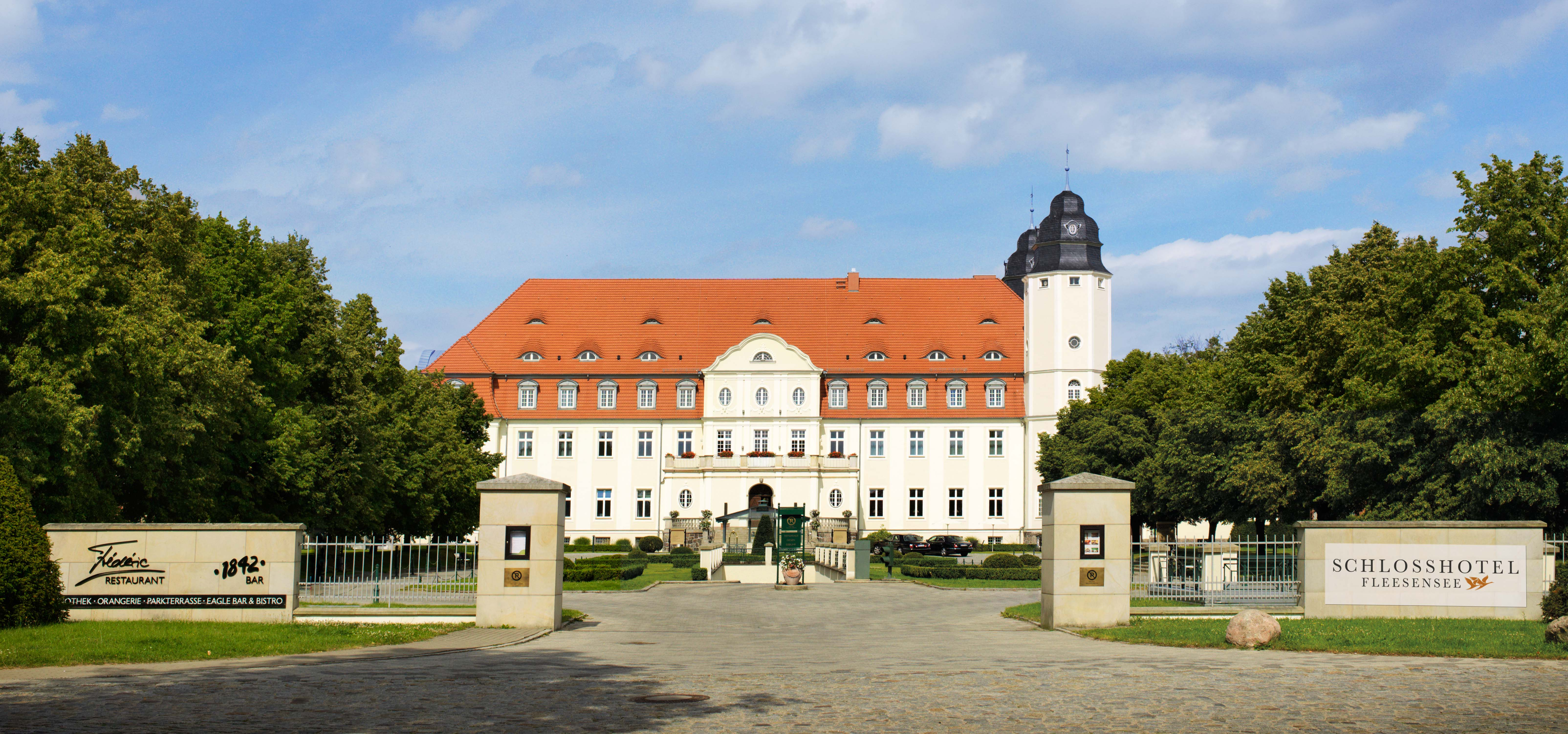
Schloss Fleesensee

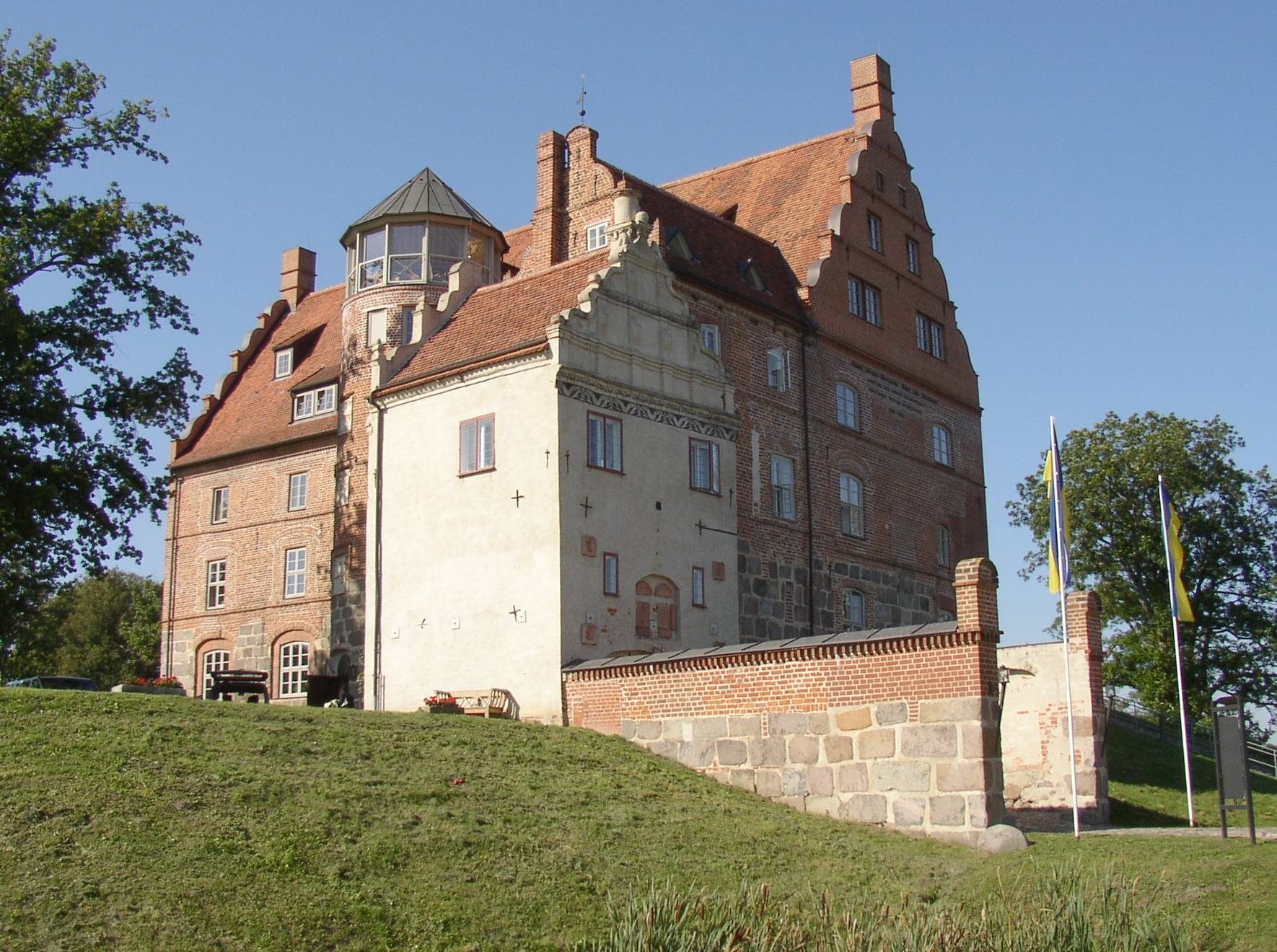
Schloss Ulrichshusen

- Dargun: Klosterkirche und Open Air in der Schloss- und Klosterruine
- Demmin: St.-Bartholomaei-Kirche
- Fürstenhagen: Kirche
- Golchen: Kirche
- Groß Plasten: Schloss
- Kotelow: Jagdschloss
- Land Fleesensee: Open Air im Schlosspark, Reithalle
- Marihn: Kutscherhaus des Schlosses
- Neubrandenburg: Druckerei des Nordkurier, Konzertkirche
- Neustrelitz: Orangerie, Stadtkirche
- Neu Drosedow: Scheune des Gutshofes
- Nossendorf: Gutshaus Syberberg
- Penzlin: Burghof
- Röbel: ehemalige Synagoge
- Rosenow: Kirche
- Ulrichshusen: Festspielscheune, Remise, Schloss
- Waren (Müritz): Müritzeum, Produktionshalle der Mecklenburger Metallguss GmbH

### Nordwestmecklenburg

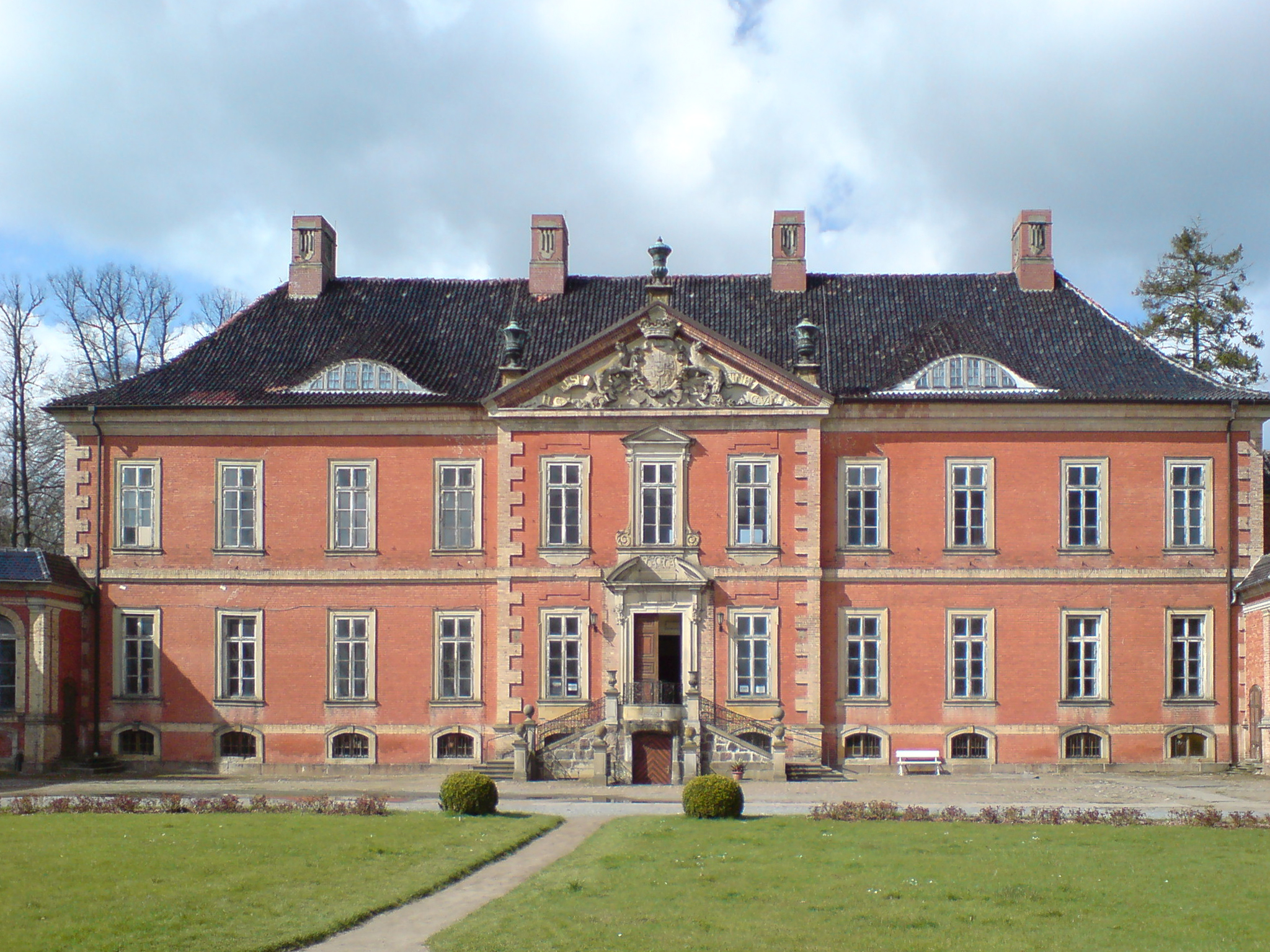
Schloss Bothmer

- Schlossgut Groß Schwansee: Marstall
- Hasenwinkel: Schloss
- Klütz: Schloss Bothmer
- Nakenstorf: Kunstscheune
- Niendorf auf Poel: Scheune des Gutshofes
- Schönberg: St.-Laurentius-Kirche
- Wismar: Georgenkirche, Heiligen-Geist-Kirche, Open Air im Alten Hafen

### Rostock und Landkreis Rostock

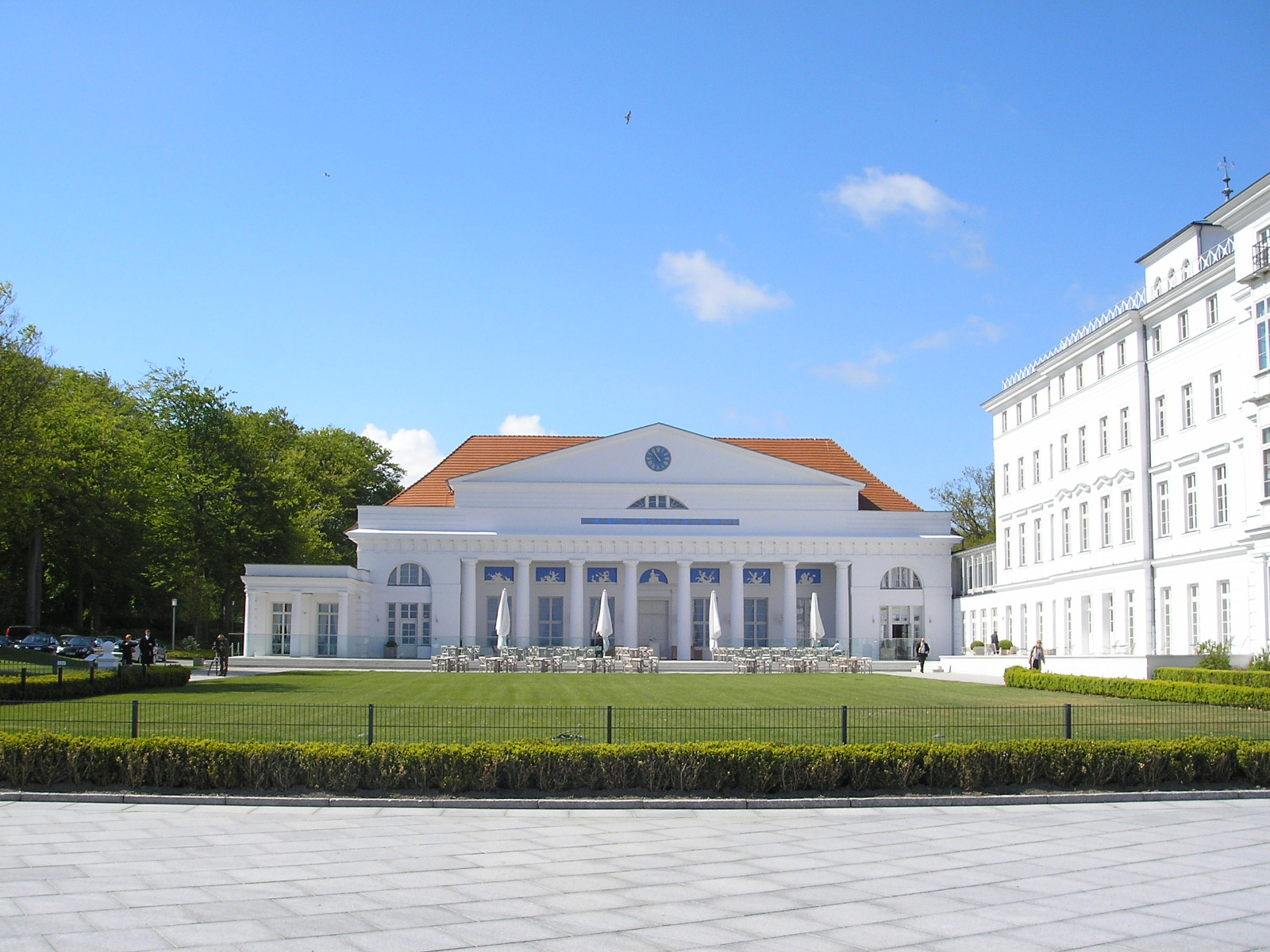
Kurhaus in Heiligendamm

- Bad Doberan: Festsaal im Großherzoglichen Salongebäude
- Belitz: Gutshaus
- Bellin: Schloss
- Bützow: Stiftskirche
- Güstrow: Ausstellungsforum der Ernst-Barlach-Stiftung, Dom, Schloss
- Heiligendamm: Festsaal im Grand Hotel Heiligendamm
- Hohen Luckow: Schloss
- Krakow am See: Alte Synagoge
- Rostock: Barocksaal am Universitätsplatz, Halle 207 (ehem. Neptunwerft), Katharinensaal der HMT, Nikolaikirche, Straßenbahnwerkstatt
- Samow: Herrenhaus
- Teterow: Stadtkirche
- Volkenshagen: Scheune

### Schwerin und Ludwigslust-Parchim
- Basthorst: Schloss
- Dobbertin: Klosterinnenhof
- Goldberg: Katholische Kirche
- Hagenow: Alte Synagoge
- Karow: Schloss

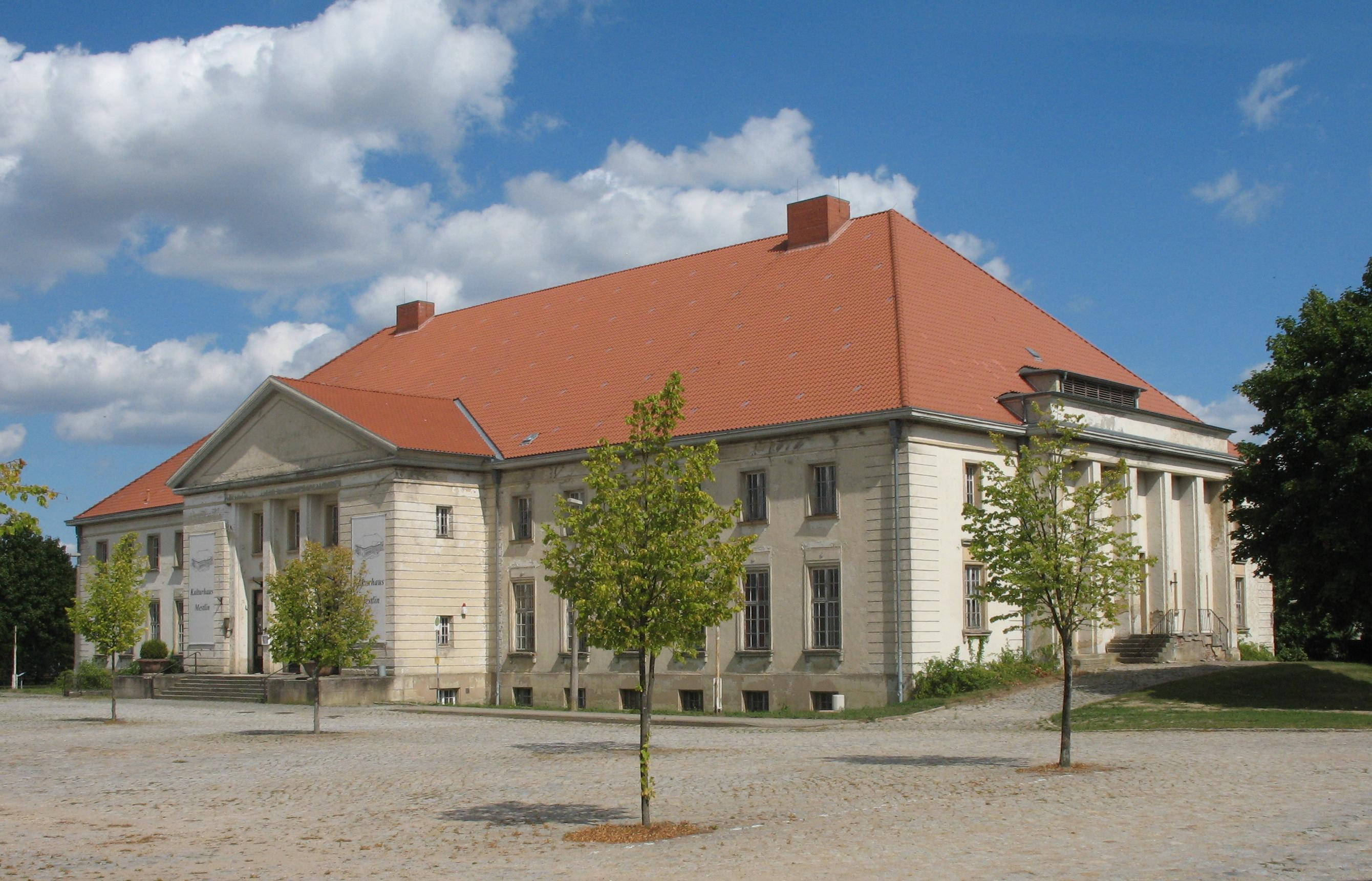
Kulturhaus Mestlin

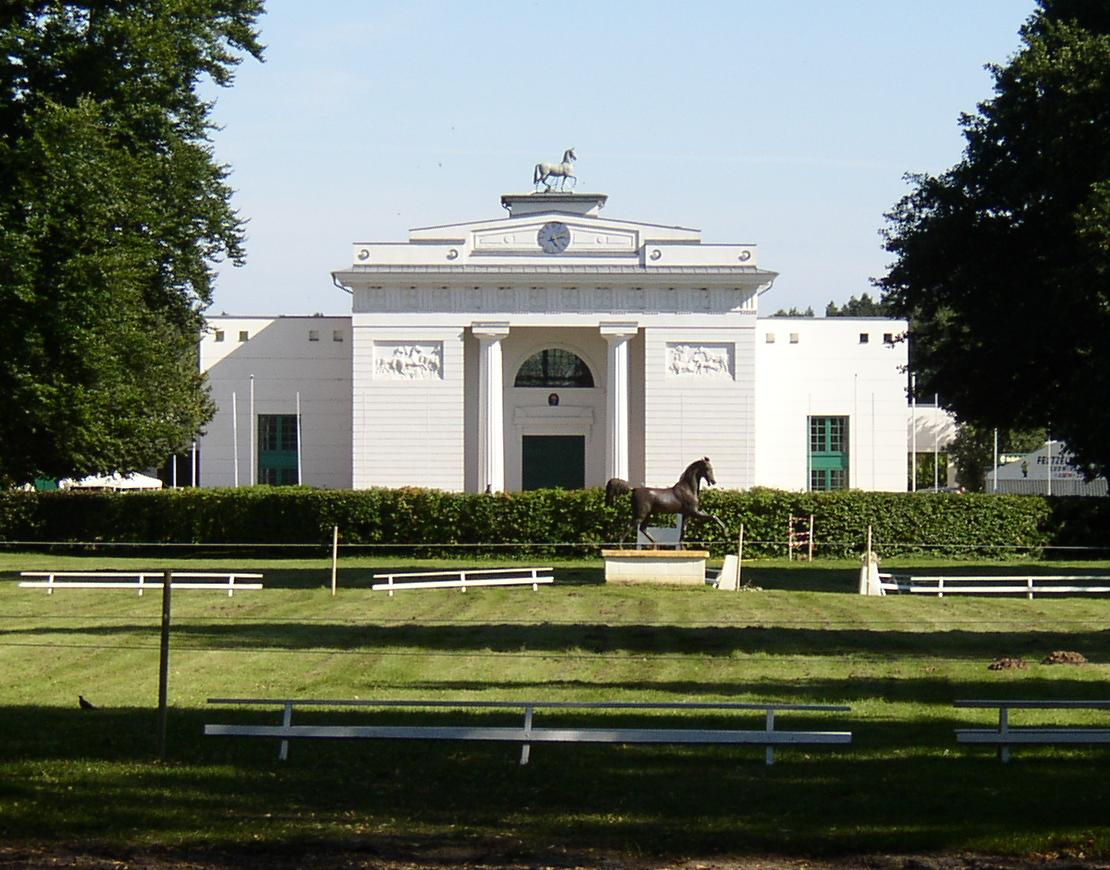
Landgestüt Redefin

- Ludwigslust: Goldener Saal im Schloss, Hofkirche
- Mestlin: Gutshaus Knoefel, Kulturhaus
- Neustadt-Glewe: Alte Burg
- Parchim: St.-Georgen-Kirche
- Redefin: Landgestüt
- Schwerin: Dom, Freilichtbühne im Schlosspark, Neustädtisches Palais (Goldener Saal), Schelfkirche, Schlosskirche, Speicher am Ziegelsee, Staatliches Museum, Strandpavillon Zippendorf, Synagoge
- Sternberg: Stadtkirche
- Zarrentin am Schaalsee: Kloster

### Vorpommern-Greifswald

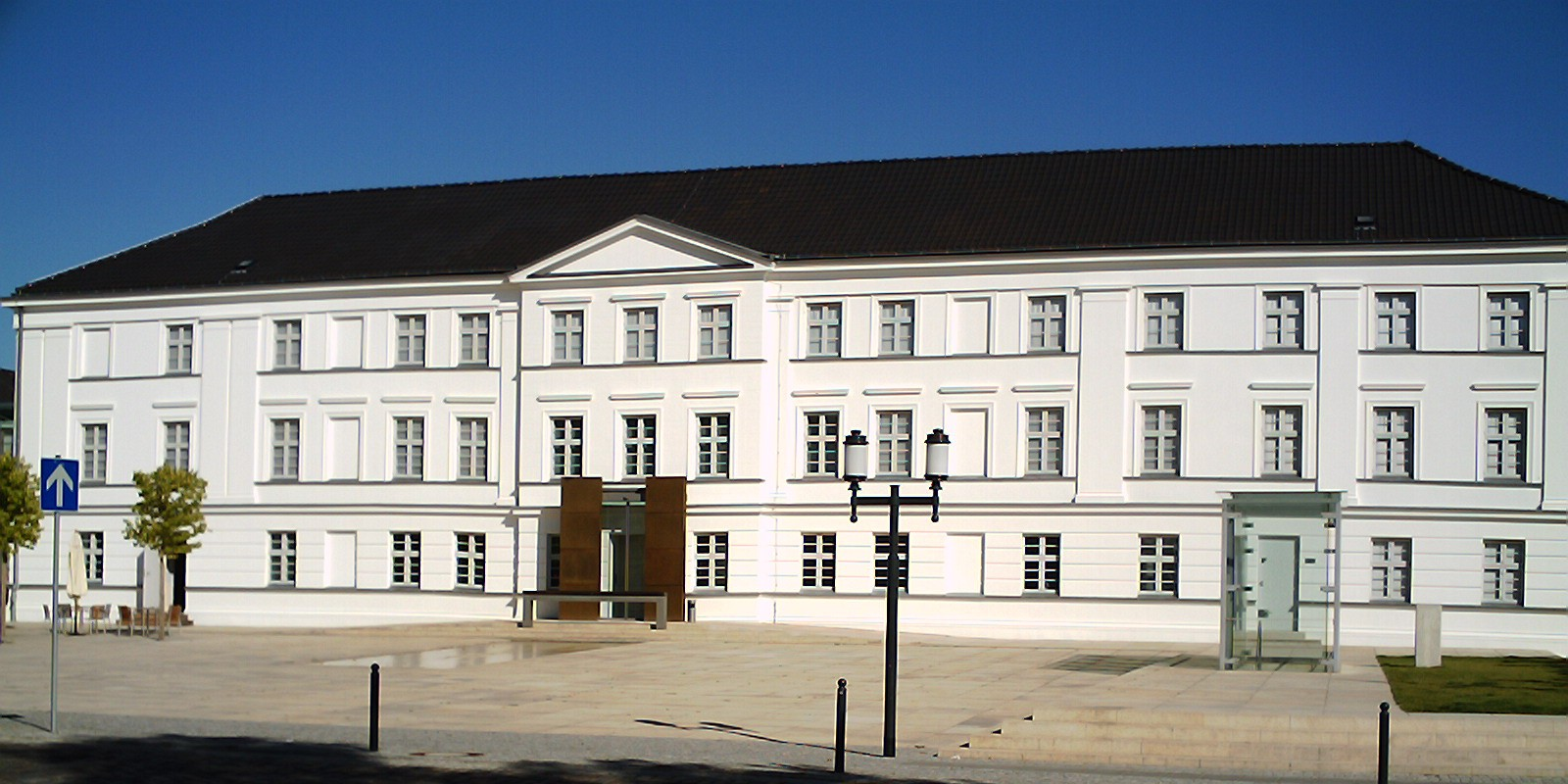
Pommersches Landesmuseum in Greifswald

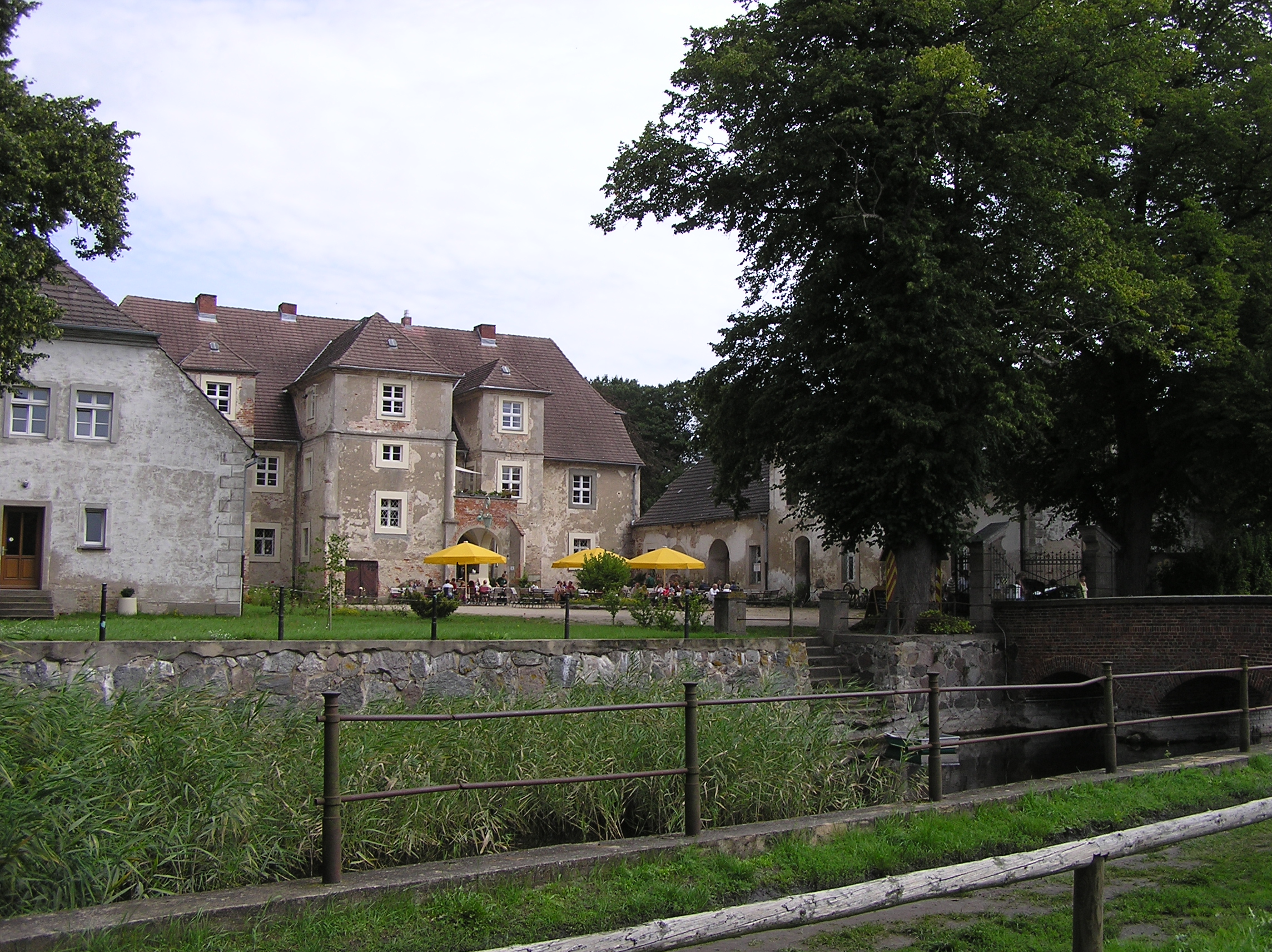
Wasserschloss Mellenthin

- Bauer-Wehrland: Gutshaus und Kirche
- Ferdinandshof: Brandstall des Gutshofes
- Greifswald: Dom St. Nikolai, Pommersches Landesmuseum
- Heringsdorf: Bahnhof, Kaiserbäder-Saal
- Klepelshagen: Botschaft der Wildtiere
- Loitz: Ballsaal im Hotel Tucholski
- Lüttenort: Atelier Otto Niemeyer-Holstein
- Mellenthin: Wasserschloss
- Pasewalk: Lokschuppen
- Rothenklempenow: Scheune
- Stolpe an der Peene: Pferdestall und Scheune des Gutshauses
- Torgelow: Eisengießerei
- Ueckermünde: St.-Marien-Kirche
- Wolgast: St.-Petri-Kirche
- Zemmin: Dorfkirche
- Zinzow: Schloss

### Vorpommern-Rügen
- Ahrenshoop: Kunstmuseum
- Baabe: Dorfkirche

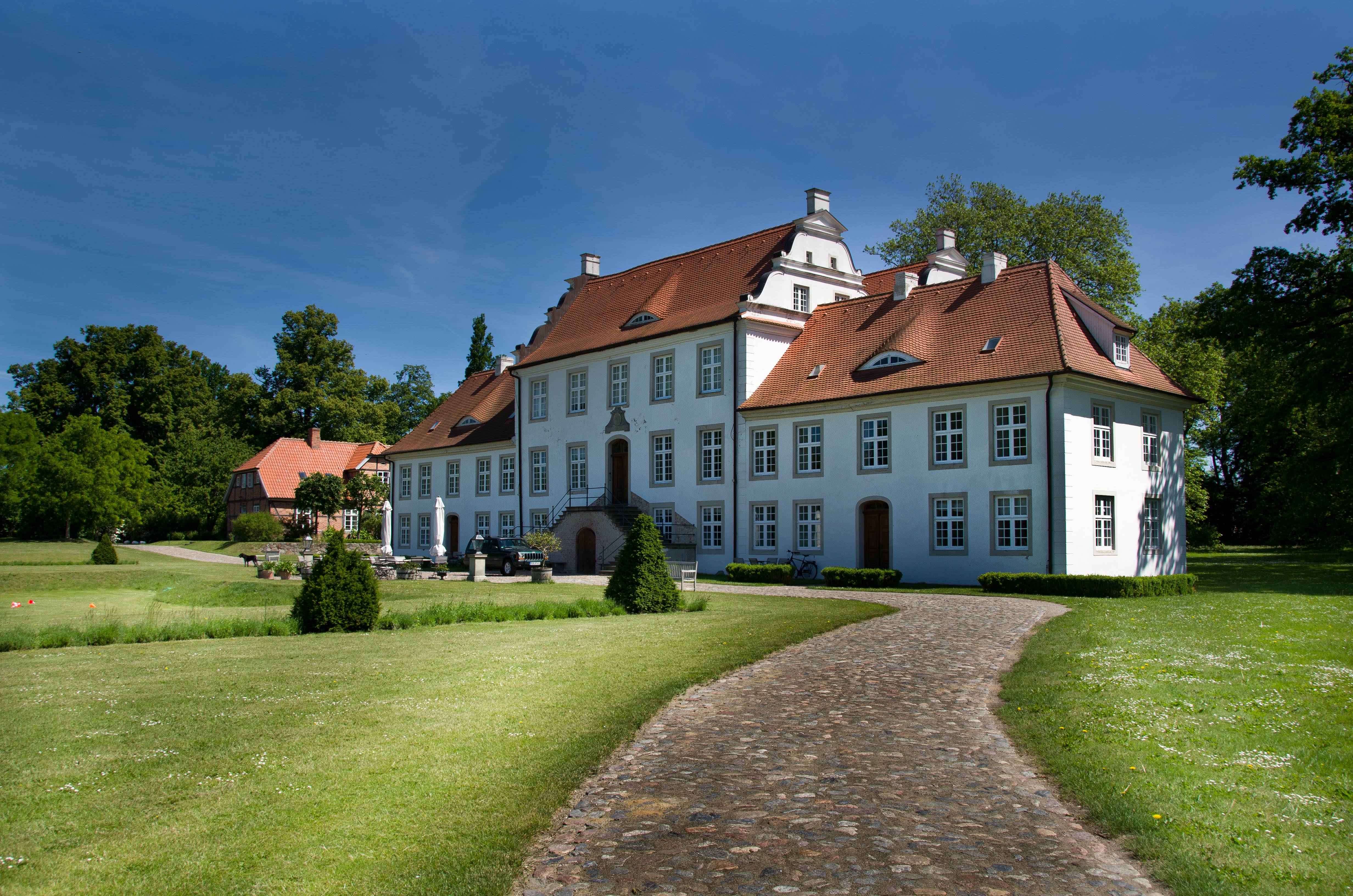
Gutshaus Boldevitz

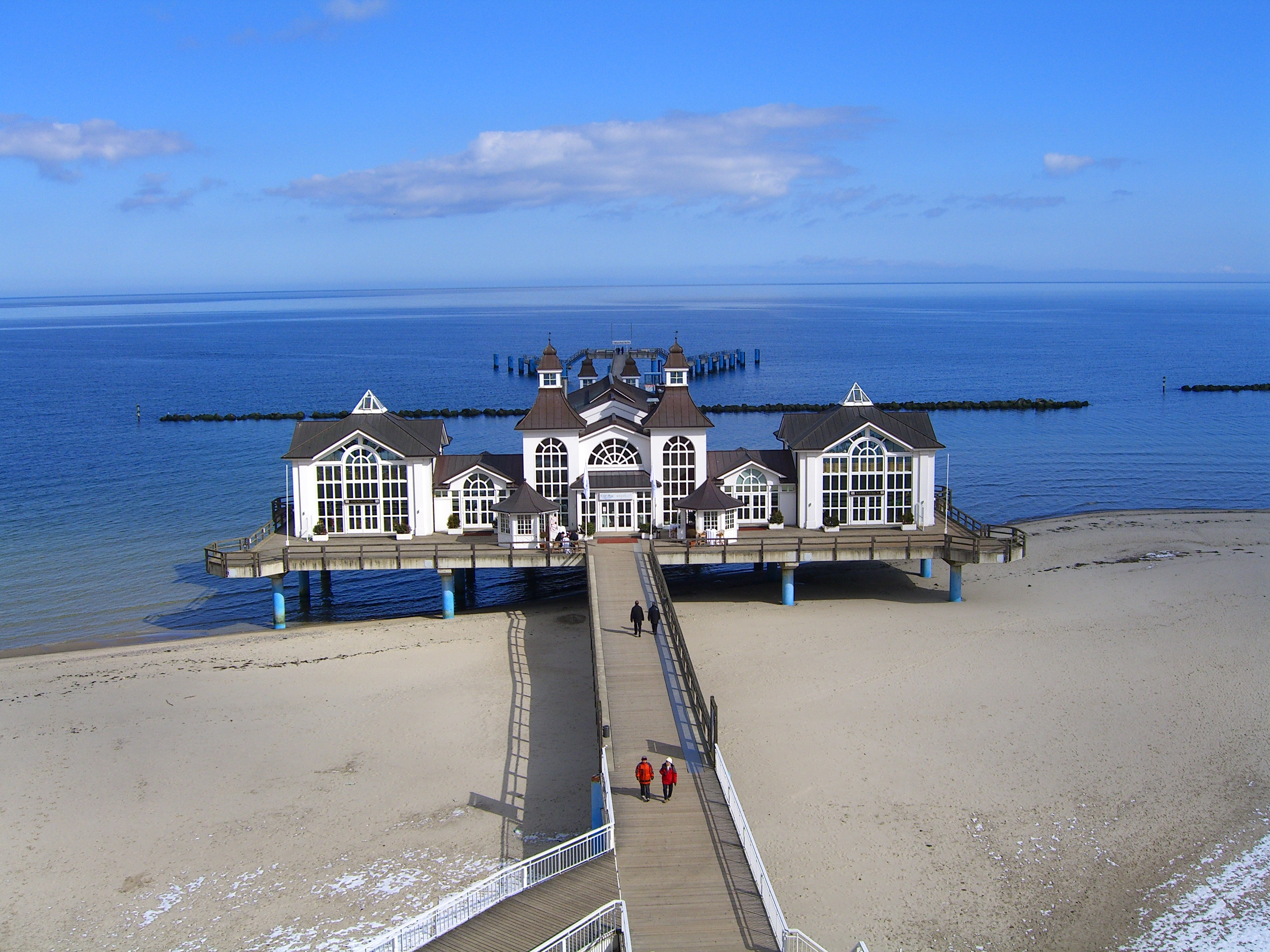
Seebrücke Sellin

- Bergen auf Rügen: St.-Marien-Kirche
- Binz: Kurhaus-Saal, Müther-Rettungsturm am Strand, Koloss von Prora, Jagdschloss Granitz
- Boldevitz: Kapelle des Gutshauses
- Groß Schoritz: Gutshaus
- Kloster: Gerhart-Hauptmann-Haus, Inselkirche
- Landow: Dorfkirche
- Landsdorf: Gutshaus, Kornspeicher
- Lebbin: Festscheune Gut Lebbin
- Prerow: Seemannskirche
- Putbus: Marstall im Schlosspark und im Theater
- Ribnitz-Damgarten: Kloster Ribnitz, St.-Marien-Kirche
- Sellin: Seebrücke
- Stralsund: Ozeaneum, St.-Marien-Kirche
- Vaschvitz: Kunstscheune
- Zingst: Strandhalle